# Madcon
Madcon (diminutif de Mad Conspiracy) est un groupe de hip-hop norvégien formé en 1992, composé de Tshawe Baqwa (Kapricon) et  Yosef Wolde-Mariam (Critical). 

## Biographie

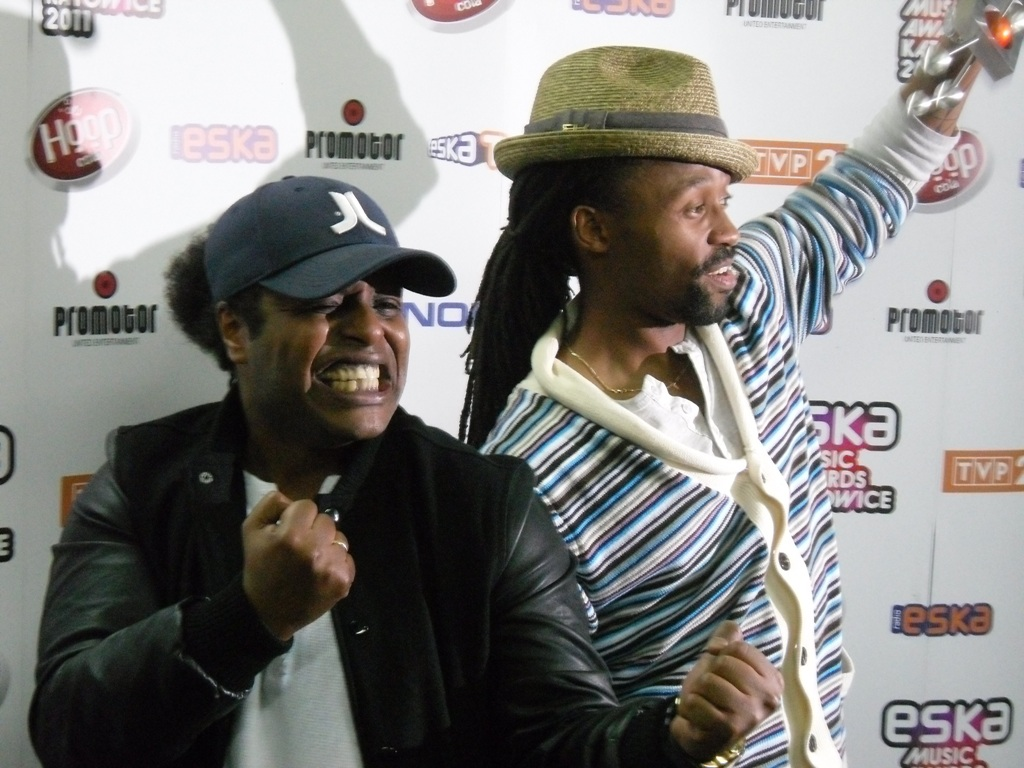
Madcon aux Eska Music Awards en 2011.

Tshawe Baqwa (Kapricon) est né le 6 janvier 1980 en Allemagne de parents sud-africains, mais a grandi à Tveita à l'est d'Oslo. Yosef Wolde-Mariam (Critical) est né le 4 août 1980 en Norvège de parents venant d'Éthiopie et d'Érythrée. Ils se sont fait connaître en Norvège en 2002. Leurs influences sont : The Roots, Outkast, Gnarls Barkley.
Leur premier album est sorti en 2004 et s'intitule It's All a Madcon. Le second est sorti en août 2008 et s'intitule So Dark the Con of Man.
Le single Beggin' s'est classé numéro un en France et cela pendant quatre semaines : il s'agit d'une reprise du groupe The Four Seasons. 
Présent lors du NRJ Music Tour de septembre 2008 à Marseille, le groupe a par ailleurs animé la première saison de la version norvégienne de N'oubliez pas les paroles !, quiz musical diffusé à la télé ainsi qu'un programme de clips The voice of Madcon.
Le 29 mai 2010, pendant le concours de l'Eurovision 2010 qui se déroulait à Oslo, le duo a interprété un titre nommé Glow, créé  spécialement pour l'occasion. Madcon était hors concours. En 2011, lors de la remise des prix aux ESKA Music Awards 2011 en Pologne, Madcon est récompensé du groupe de l'année international.

## Style musical
Madcon écrit son style musical comme un mélange rétro-urban de funk, soul et hip-hop, qui comprend aussi des éléments de reggae, de musiques latines et africaines. Leur chanson Beggin' est utilisée dans les films Step Up 3, Street Dance 3D, et Just Go With It. Elle est chantée par Philip Phillips sur American Idol en 2012, et par Bill Downs et Max Milner dans la battle de The Voice UK série 1.

## Discographie

### Albums studio
| It's All a Madcon      | - Sortie : 2004                                                   | — | —  | —  | —  | —   |
| So Dark the Con of Man | - Sortie : 3 décembre 2007 - Label: RCA Records                   | 3 | 30 | 11 | 45 | 137 |
| An inCONvenient Truth  | - Sortie : 2 décembre 2008 - Label: Bonnier Amigo Music Norway AS | 8 | —  | —  | —  | —   |
| Contraband             | - Sortie : 3 décembre 2010 - Label: Columbia/Sony Music           | 2 | —  | —  | 77 | —   |
| Contakt                | - Sortie : juin 2012 - Label: Cosmos                              | 4 | —  | —  | —  | —   |
| Icon                   | - Sortie : 11 aout 2013 - Label: Sony Music                       | 1 | —  | —  | 96 | —   |
| "—" non classé.        |                                                                   |   |    |    |    |     |

### Singles
| Année | Titre                            | Meilleure position | Meilleure position | Meilleure position | Meilleure position | Meilleure position | Meilleure position | Meilleure position | Meilleure position | Meilleure position | Album                  |
| Année | Titre                            | NOR                | UK                 | IRL                | ALL                | Pologne            | FRA                | Turquie            | Lituanie           | US                 | Album                  |
| ----- | -------------------------------- | ------------------ | ------------------ | ------------------ | ------------------ | ------------------ | ------------------ | ------------------ | ------------------ | ------------------ | ---------------------- |
| 2004  | Doo-Wop                          | 1                  | —                  | —                  | —                  | —                  | —                  | —                  | —                  | —                  | It's All a Madcon      |
| 2004  | Infidelity (feat Sofian)         | 1                  | —                  | —                  | —                  | —                  | —                  | —                  | —                  |                    | It's All a Madcon      |
| 2008  | Beggin'                          | 1                  | 5                  | 8                  | 7                  | 25                 | 1                  | 2                  | 3                  | 79                 | So Dark the Con of Man |
| 2008  | Back on the Road feat Paperboys) | 6                  | —                  | —                  | 66                 | 54                 | NR                 | —                  | —                  |                    | So Dark the Con of Man |
| 2008  | Dandelion                        | —                  | —                  | —                  | —                  | —                  | —                  | —                  | —                  |                    | So Dark the Con of Man |
| 2008  | Liar                             | 3                  | —                  | —                  | —                  | —                  | —                  | 8                  | —                  |                    | So Dark the Con of Man |
| 2010  | Glow                             | 1                  | —                  | 12                 | 4                  | —                  | —                  | —                  | —                  |                    |                        |
| 2015  | Don't Worry (feat. Ray Dalton)   | 4                  | 54                 | 63                 | 3                  | —                  | 9                  | —                  | —                  |                    |                        |